# Yunis Mahmud
Yunis Mahmud Chalif (arabisch يونس محمود خلف, DMG Yūnis Maḥmūd Ḫalif, nach englischer Umschrift Younis Mahmoud Khalef; * 2. März 1983 in Kirkuk) ist ein ehemaliger irakischer Fußballspieler.

## Karriere

### Verein
Mahmud begann seine Karriere bei ad-Dibs Electric und wechselte danach zum damaligen Drittligisten ad-Dibs, ehe er 1999 zum Zweitligisten FC Kirkuk wechselte. Dort hatte er mit 19 Toren großen Anteil an Kirkuks Aufstieg in die Irakische Superliga. 2001 wechselte er zum Bagdader Traditionsklub at-Talaba und von dort aus zu al-Wahda in die Vereinigten Arabischen Emirate. Eine weitere Station war Al-Khor Sports Club in Katar, wo er in 51 Spielen 30 Tore erzielen konnte.
Im Sommer 2006 unterzeichnete Mahmud einen Zweijahresvertrag bei al-Gharafa. Die Ablösesumme wurde nicht bekanntgegeben, allerdings gilt Mahmud offiziell als teuerster irakischer Spieler und teuerster Spieler aus dem arabischen Raum in der katarischen Liga. In der Saison 2006/07 wurde er in Katar Torschützenkönig.

### Nationalmannschaft
In der irakischen Nationalmannschaft spielte Mahmud bisher 75-mal (erstmals am 19. Juli 2002) und erzielte 29 Treffer. Er gehörte ebenfalls zum irakischen Kader bei den Olympischen Spielen 2004, wo er im Spiel gegen Portugal das zwischenzeitliche 3:2 für den Irak erzielte (Endstand 4:2). Bei der Asienmeisterschaft 2004 gelang ihm ein Treffer.
Im Finale der Asienmeisterschaft 2007 schlug er mit seinem Team den dreimaligen Asienmeister Saudi-Arabien in Jakarta mit 1:0. Als Kapitän der Mannschaft erzielte er das Siegtor per Kopf in der 71. Minute. Er wurde außerdem Torschützenkönig und zum besten Spieler des Turniers gewählt.
Weitere Erfolge Mahmuds sind der Gewinn der Westasienmeisterschaft 2002, der Westasienspiele 2005 und die Silbermedaille bei den Asienspielen 2006.

## Auszeichnungen
Qatar Stars League
- Torschützenkönig: 2006/07, 2009/10, 2010/11